# 고무래로
고무래로(Gomurae-ro)는 서울특별시 서초구 반포동에서 서초동까지 이르는 서울특별시도로, 총 연장은 1.056 km이다. 이름이 유래된 것은 곡식을 모으고 펴거나, 밭의 흙을 고르는 농기구인 고무래와 같은 형상을 띄고 있는 마을이며, 고무래공원이 소재하여 부여되었기 때문이다.

## 역사
- 2010년 5월 27일 : 도로명으로 고무래로를 고시

## 주요 경유지
- 서초구
  - 반포4동 - 반포1동 - 서초4동

## 접촉하는 도로
- 사평대로
- 서초중앙로
- 직결 : 서초대로65길

## 주요 건물 및 시설
- 서흥빌딩 (고무래로 4/반포동 59-3)
- 닥터로빈빌딩 (고무래로 8/반포동 58-8)
- 서초빌딩 (고무래로 12/반포동 58-9)
- 베뉴타워 (고무래로 14/반포동 58-14)
- 쌍동빌딩 서관 (고무래로 22/반포동 54-1)
- 쌍동빌딩 (고무래로 26/반포동 52-1)
- 반포트라이엄프메딕스빌딩 (고무래로 32/반포동 32-1)
- 서초구립반포도서관 (고무래로 34/반포동 32-12)
- 반포리체아파트 (고무래로 35/반포동 30-26)
- 반도캐슬 (고무래로 40/반포동 32-11)
- 서울서원초등학교 (고무래로 63/반포동 30-8)
- 반포고등학교 (고무래로 71/반포동 30-19)
- 반포써밋 (고무래로 89/반포동 1342)
- 서울원명초등학교 (고무래로 90-6/반포동 1685-1)
- 서초4차현대아파트 (고무래로 94/반포동 1684)

## 특이 사항
- 사평대로와 접촉하는 기점에서는 사평대로를 통한 우회전만 가능하다.
- 옆에 병설된 경부고속도로와는 교차하지 않으며 경부고속도로 이용 시 사평대로를 통해 반포 나들목을 이용해야 접근 가능하다.
- 서초중앙로와 같이 병주하는 도로이다.